# Callogobius stellatus
Callogobius stellatus är en fiskart som beskrevs av Mckinney och Lachner, 1978. Callogobius stellatus ingår i släktet Callogobius och familjen smörbultsfiskar. Inga underarter finns listade.